# Lucena de Jalón
Lucena de Jalón (kurz Lucena) ist ein Ort und eine Gemeinde (municipio) mit 224 Einwohnern (Stand: 2024) im Zentrum der Provinz Saragossa in der Autonomen Region Aragonien im Nordosten Spaniens.

## Lage und Klima
Der Ort Lucena de Jalón liegt auf dem Ostufer des Río Jalón gut 47 km (Fahrtstrecke) südwestlich der Provinzhauptstadt Saragossa in einer Höhe von ca. 325 m. Das Klima ist gemäßigt bis warm; der eher spärliche Regen (ca. 365 mm/Jahr) fällt übers Jahr verteilt.

## Bevölkerungsentwicklung
| Jahr      | 1857 | 1900 | 1950 | 2000 | 2017 |
| Einwohner | 480  | 478  | 509  | 251  | 237  |

Die zunehmende Trockenheit, die Mechanisierung der Landwirtschaft, die Aufgabe von zahlreichen bäuerlichen Kleinbetrieben und der daraus resultierende geringere Arbeitskräftebedarf auf dem Land haben in der zweiten Hälfte des 20. Jahrhunderts zu einer Halbierung der Einwohnerzahlen geführt. Zur Gemeinde gehört auch der noch etwa 10 Einwohner zählende Weiler (pedanía) Berbedel.

## Wirtschaft
Die Einwohner des Ortes waren jahrhundertelang im Wesentlichen Selbstversorger; Lebensmittelgeschäfte oder Märkte gab es nicht oder nur selten. Auch die wenigen Händler, Handwerker und Dienstleister versorgten sich im Wesentlichen selbst mit allem Lebensnotwendigen. Erst durch die Verbesserung der Infrastruktur in der zweiten Hälfte des 20. Jahrhunderts verbesserte sich die Situation.

## Geschichte
In römischer Zeit lag der Ort wahrscheinlich an der Verbindungsstraße von Emerita Augusta (Mérida) über Augusta Bilbilis (Calatayud) nach Caesaraugusta (Saragossa). Im 8. Jahrhundert wurde die Gegend von arabisch-maurischen Heeren überrannt, die Saragossa zur Provinzhauptstadt des Emirats (später Kalifats) von Córdoba erkoren. Während dessen Zerfall machten sich die Provinzgouverneure unabhängig und gründeten das Taifa-Königreich von Saragossa (1018–1110). Wenige Jahre später (1118) konnten die Mauren von Alfons I. von Aragón nach Süden abgedrängt werden (reconquista). Danach bestimmten wechselnde Grundherrenfamilien über die Geschicke des Ortes.

## Sehenswürdigkeiten
Die Pfarrkirche des Ortes ist dem hl. Antonius von Padua geweiht und stammt aus dem 18. Jahrhundert. Sie ist – in Mudéjar-Manier – beinahe zur Gänze aus Ziegelsteinen erbaut. Zu beiden Seiten des stichkappengewölbten Kirchenschiffs finden sich Seitenkapellen, die ganz wesentlich zur Stabilität des Bauwerks beitragen. Der Glockenturm (campanar) wurde um die Mitte des 20. Jahrhunderts erneuert.